# Шпаков Олександр Олександрович
Олександр Олександрович Шпаков (нар. 7 травня 1946, Київ, СРСР) — колишній радянський футболіст, що виступав на позиції захисника, та український тренер. Майстер спорту СРСР. Заслужений тренер України, Заслужений працівник фізичної культури і спорту України (2015). Перший тренер володаря «Золотого м'яча 2004» Андрія Шевченка у ДЮСШ «Динамо».

## Життєпис
Олександр Шпаков народився у Києві в районі Галицької площі. У дитячому віці грав за команду Міського відділу народної освіти у тренерів Михайла Корсунського та Євгена Соловцева. Згодом до ДЮСШ «Динамо» його запросив відомий радянський дитячий тренер Олександр Леонідов. Навчання у Леонідова відкрило Шпакову шлях до дублюючого складу киян, однак потрапити до основи «Динамо» Олександру не вдалося. Його виступи в першій команді обмежилися двома поєдинками.
Не бажаючи бути вічним резервістом, Шпаков погодився на пропозицію Валерія Лобановського, що тренував на той час «Дніпро», та переїхав до Дніпропетровська. У «Дніпрі» Олександр швидко став основним гравцем клубу, однак важка травма, що її зазнав Шпаков 21 липня 1970 року на 12-й хвилині матчу проти команди «Крила Рад», перекреслила сподівання футболіста на продовження кар'єри. Близько двох років Олександр відновлювався від пошкодження, але на поле більше так і не вийшов. У 1972 році Шпаков остаточно завершив кар'єру гравця та повернувся до рідного міста.
У 1978 році тодішній керівник ДЮСШ «Динамо» Анатолій Бишовець запропонував Олександру спробувати себе на ниві тренерської роботи у дитячому колективі. Йому було доручено працювати з групою дітей 1968 року народження, з якої пізніше на високому рівні заграли Віктор та Олександр Морози, а також Ігор Жабченко. Наступною групою Шпакова стали футболісти 1976 року, серед яких, окрім Андрія Шевченка, що став володарем «Золотого м'яча», слід було б виділити Ігора Костюка, В'ячеслава Кернозенка, Володимира Анікеєва, Олександра Голоколосова та Ігора Продана.
У 1992 році Олександр Шпаков залишив «Динамо» та переїхав до ОАЕ, де тренував дітей у місцевій команді «Аль-Аглі». Однак після здобуття чемпіонського титулу у місцевій ДЮФЛ повернувся на Батьківщину, де у 1996 році взяв групу 1985 року народження у ДЮСШ «Динамо». Випускниками цієї групи стали Олександр Яценко, Сергій Рожок, Андрій Башлай та Олександр Іващенко. Станом на 2013 рік Олександр Шпаков обіймав у ДЮСШ посаду старшого тренера молодших вікових груп.

## Досягнення
Командні трофеї
- Срібний призер 2 групи класу «А» (1): 1969
- Брав участь у чемпіонських сезонах «Динамо» (1967, 1968), однак провів у кожному з них лише по 1 матчу, чого замало для отримання медалей

Індивідуальні досягнення
- Майстер спорту СРСР
- Заслужений тренер України
- Заслужений працівник фізичної культури і спорту України (2015)